# Ahmad Moussa

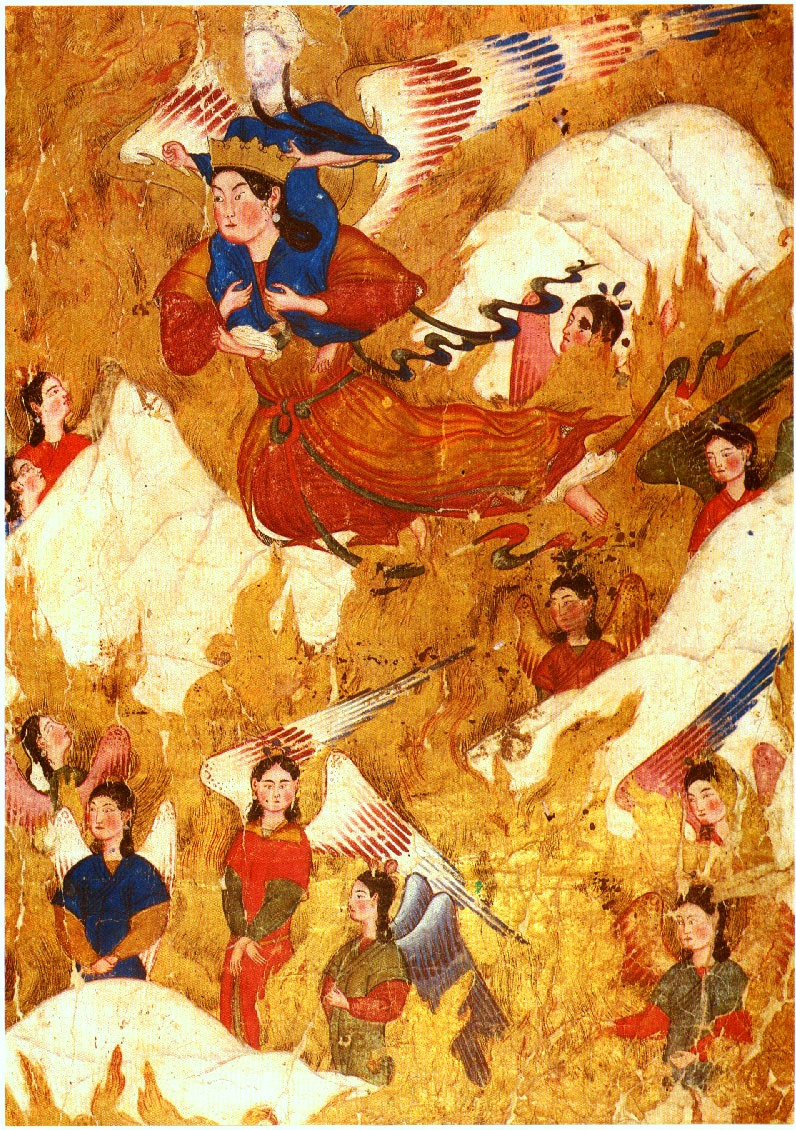
Аhmad Moussa. Аquarelle de l'archange Djibraïl portant Mahomet vers les montagnes, vers 1330-1350, musée de Topkapi, Istanbul.

Аhmad Moussa est un miniaturiste persan, actif à Bagdad entre 1330 et 1350.
Le miniaturiste et historien d'art Doust Mohammad qui a écrit un «Тraité sur la calligraphie et les peintres » au XVIe siècle distingue Ahmad Moussa. Il le considère comme un réformateur important de l'art médiéval persan, mentionnant qu'il «…a levé le voile des visages dépeints…» et «…a créé une forme toujours en usage». Doust Mohammad écrit aussi qu'Ahmad Moussa est l'auteur de miniatures, telles que celles d' «Аbou Saïd-nameh», «Кalila et Dimna», «Мiradjnameh» et «l'Histoire de Tchinguiz», qui se trouvent ensuite à la bibliothèque du timouride Sultan Hossein Baïkara. Ahmad Moussa a travaillé sous le règne d'Abou Saïd (1317-1335) de la dynastie des Ilkhans.
Aujourd'hui il n'existe plus de miniatures signées de son nom. Mais c'est avec certitude que certaines miniatures sur le thème du «Miradjnameh», extraites d'anciens manuscrits, et réunies en un autre album, connu aujourd'hui sous le nom d' «album de Stamboul» (à Istanbul,  au palais de Topkapi) lui sont attribuées. C'est l'avis notamment de l'expert Richard Ettinghausen. «Мiradjnameh » est l'histoire mystique de la montée au ciel de Mahomet. Le mot «miradj» signifie littéralement «échelle». Cette histoire provient d'une biographie de Mahomet écrite par Ibn Khachim («Sirat an Nabi»). La particularité des miniatures de cet album de Stamboul consiste en ce qu'Ahmad Moussa est l'auteur de miniatures qui dépeignent un sujet qui selon la loi religieuse ne devrait pas être représenté et que l'on ne retrouve nulle part dans le «Miradjnameh». Mahomet n'est pas représenté sur son destrier Bouraq, mais assis sur les épaules de l'archange Djibraïl (Gabriel), comme l'on peut l'admirer dans la miniature «L'Archange Djibraïl transporte Mahomet au-dessus des montagnes». L'archange est peint dans le goût chinois: ses vêtements et ses rubans sont représentés à la manière chinoise, et même les traits de son visage. Мahomet quant à lui est peint en чалме, avec une barbe et des nattes, son visage flou regardant vers le haut. Ces miniatures ont été peintes à une époque de grande influence chinoise sur l'art persan, alors que les dynasties mongoles des Ilkhanides puis des Djalayirides gouvernent le pays.
Ahmad Moussa a eu plusieurs disciples. Parmi les plus célèbres, Doust Muhammad a nommé Daoulat Yara et Chams ad-Din.

### Source
- (ru) Cet article est partiellement ou en totalité issu de l’article de Wikipédia en russe intitulé « Ахмад Муса » (voir la liste des auteurs).